# Urcy
Urcy est une commune française située dans le département de la Côte-d'Or, en région Bourgogne-Franche-Comté.

## Géographie

### Climat
Pour des articles plus généraux, voir Climat de la Bourgogne-Franche-Comté et Climat de la Côte-d'Or.
En 2010, le climat de la commune est de type climat océanique dégradé des plaines du Centre et du Nord, selon une étude du Centre national de la recherche scientifique s'appuyant sur une série de données couvrant la période 1971-2000. En 2020, Météo-France publie une typologie des climats de la France métropolitaine dans laquelle la commune est exposée à un climat océanique altéré et est dans la région climatique  Bourgogne, vallée de la Saône, caractérisée par un bon ensoleillement (1 900 h/an), un été chaud (18,5 °C), un air sec au printemps et en été et des vents faibles. 
Pour la période 1971-2000, la température annuelle moyenne est de 9,8 °C, avec une amplitude thermique annuelle de 17 °C. Le cumul annuel moyen de précipitations est de 949 mm, avec 12,9 jours de précipitations en janvier et 8 jours en juillet. Pour la période 1991-2020, la température moyenne annuelle observée sur la station météorologique de Météo-France la plus proche, « Marsannay la Cote », sur la commune de Marsannay-la-Côte à 10 km à vol d'oiseau, est de 11,7 °C et le cumul annuel moyen de précipitations est de 803,0 mm,. Pour l'avenir, les paramètres climatiques de la commune estimés pour 2050 selon différents scénarios d'émission de gaz à effet de serre sont consultables sur un site dédié publié par Météo-France en novembre 2022.

## Urbanisme

### Typologie
Au 1er janvier 2024, Urcy est catégorisée commune rurale à habitat dispersé, selon la nouvelle grille communale de densité à 7 niveaux définie par l'Insee en 2022.
Elle est située hors unité urbaine. Par ailleurs la commune fait partie de l'aire d'attraction de Dijon, dont elle est une commune de la couronne,. Cette aire, qui regroupe 333 communes, est catégorisée dans les aires de 200 000 à moins de 700 000 habitants,.

### Occupation des sols
L'occupation des sols de la commune, telle qu'elle ressort de la base de données européenne d’occupation biophysique des sols Corine Land Cover (CLC), est marquée par l'importance des forêts et milieux semi-naturels (58,1 % en 2018), une proportion sensiblement équivalente à celle de 1990 (57,8 %). La répartition détaillée en 2018 est la suivante : forêts (58,1 %), terres arables (41,9 %). L'évolution de l’occupation des sols de la commune et de ses infrastructures peut être observée sur les différentes représentations cartographiques du territoire : la carte de Cassini (XVIIIe siècle), la carte d'état-major (1820-1866) et les cartes ou photos aériennes de l'IGN pour la période actuelle (1950 à aujourd'hui).

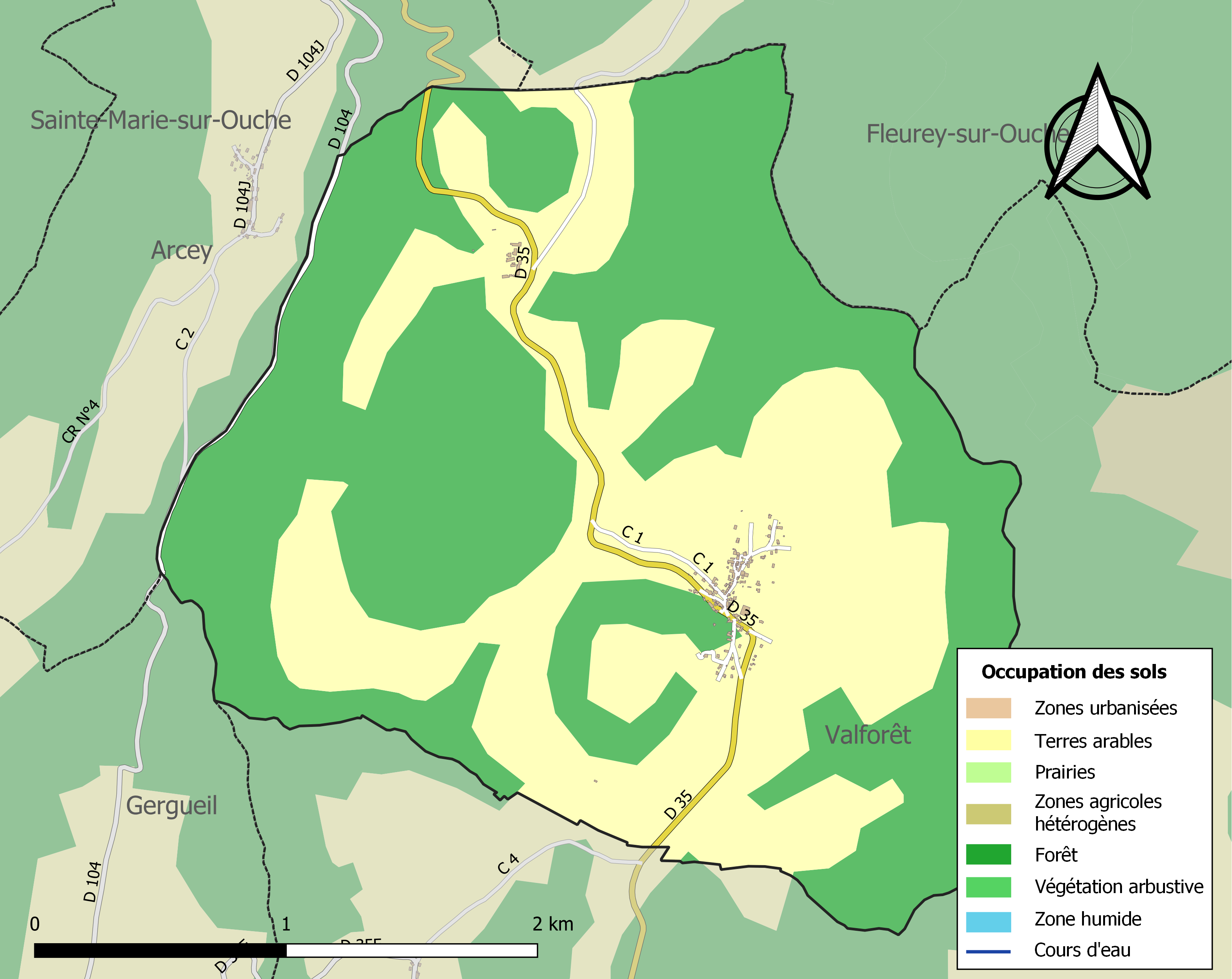
Carte des infrastructures et de l'occupation des sols de la commune en 2018 (CLC).

## Politique et administration
| Période                                  | Période   | Identité            | Étiquette | Qualité |
| ---------------------------------------- | --------- | ------------------- | --------- | ------- |
| mars 2001                                | mars 2008 | Bernard Bossong     | DVD       |         |
| mars 2008                                | mai 2020  | Christian Paris     | PCF       |         |
| mai 2020                                 | En cours  | Christian Marchiset |           |         |
| Les données manquantes sont à compléter. |           |                     |           |         |

## Démographie
L'évolution du nombre d'habitants est connue à travers les recensements de la population effectués dans la commune depuis 1793. Pour les communes de moins de 10 000 habitants, une enquête de recensement portant sur toute la population est réalisée tous les cinq ans, les populations de référence des années intermédiaires étant quant à elles estimées par interpolation ou extrapolation. Pour la commune, le premier recensement exhaustif entrant dans le cadre du nouveau dispositif a été réalisé en 2005.

En 2022, la commune comptait 145 habitants, en évolution de −3,97 % par rapport à 2016 (Côte-d'Or : +0,82 %, France hors Mayotte : +2,11 %).
| 1793 | 1800 | 1806 | 1821 | 1836 | 1841 | 1846 | 1851 | 1856 |
| ---- | ---- | ---- | ---- | ---- | ---- | ---- | ---- | ---- |
| 239  | 277  | 242  | 229  | 220  | 227  | 226  | 235  | 229  |

| 1861 | 1866 | 1872 | 1876 | 1881 | 1886 | 1891 | 1896 | 1901 |
| ---- | ---- | ---- | ---- | ---- | ---- | ---- | ---- | ---- |
| 214  | 201  | 163  | 146  | 161  | 153  | 138  | 130  | 145  |

| 1906 | 1911 | 1921 | 1926 | 1931 | 1936 | 1946 | 1954 | 1962 |
| ---- | ---- | ---- | ---- | ---- | ---- | ---- | ---- | ---- |
| 136  | 144  | 101  | 109  | 94   | 92   | 71   | 91   | 75   |

| 1968 | 1975 | 1982 | 1990 | 1999 | 2005 | 2006 | 2010 | 2015 |
| ---- | ---- | ---- | ---- | ---- | ---- | ---- | ---- | ---- |
| 63   | 46   | 65   | 83   | 117  | 125  | 130  | 159  | 153  |

| 2020 | 2022 | - | - | - | - | - | - | - |
| ---- | ---- | - | - | - | - | - | - | - |
| 147  | 145  | - | - | - | - | - | - | - |

## Lieux et monuments
- Château de Montculot : Lamartine y passa son enfance.
- Croix commémorative de Jean-Baptiste Arbinet, missionnaire mort en Chine.
- Église paroissiale Saint-Médard.
- Lavoir, au chevet de l'église.
- Le monument aux morts de la Première Guerre mondiale.
- Monument commémoratif du Maquis Liberté.

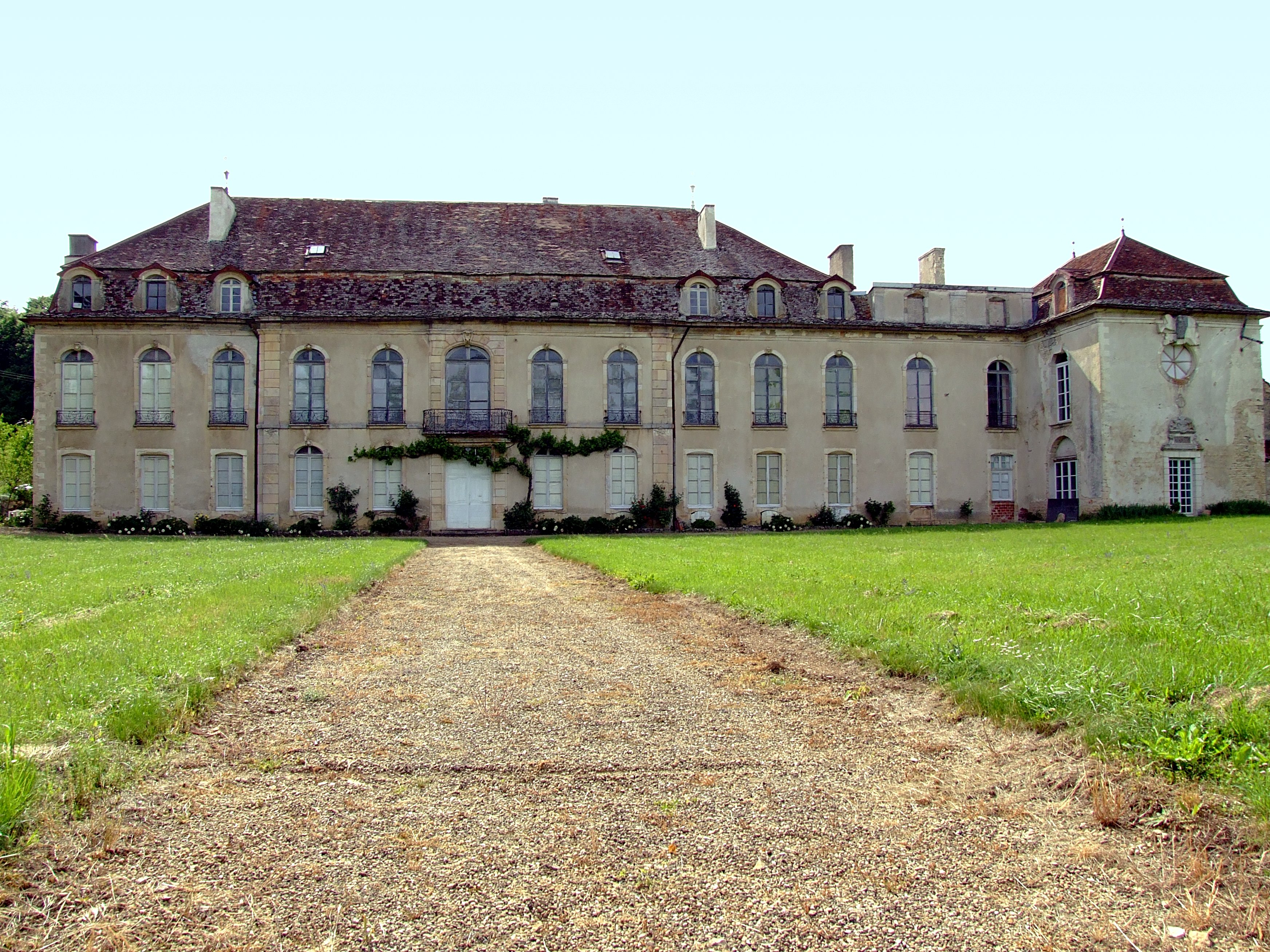
Château de Montculot.
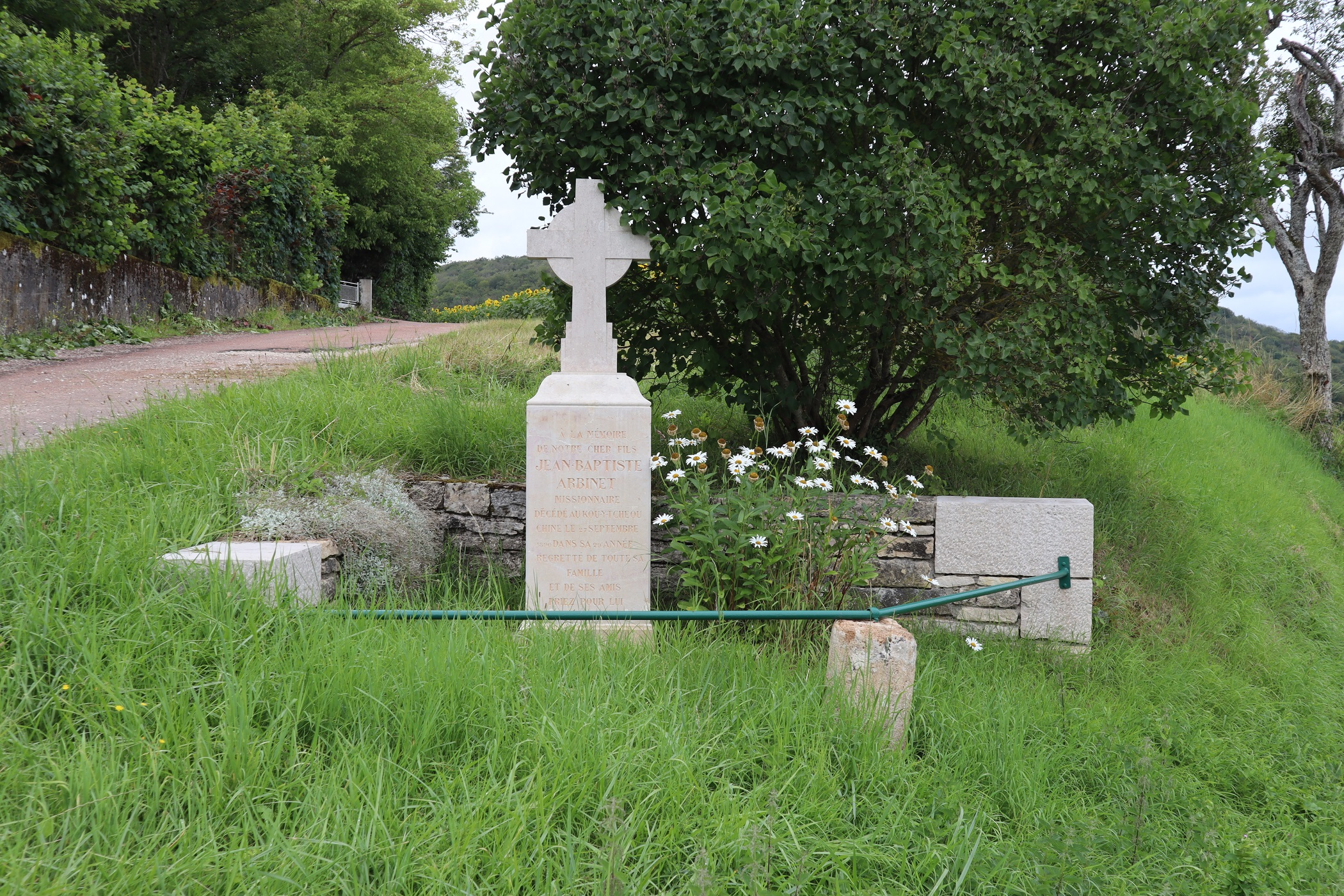
Croix commémorative de l'abbé Arbinet.
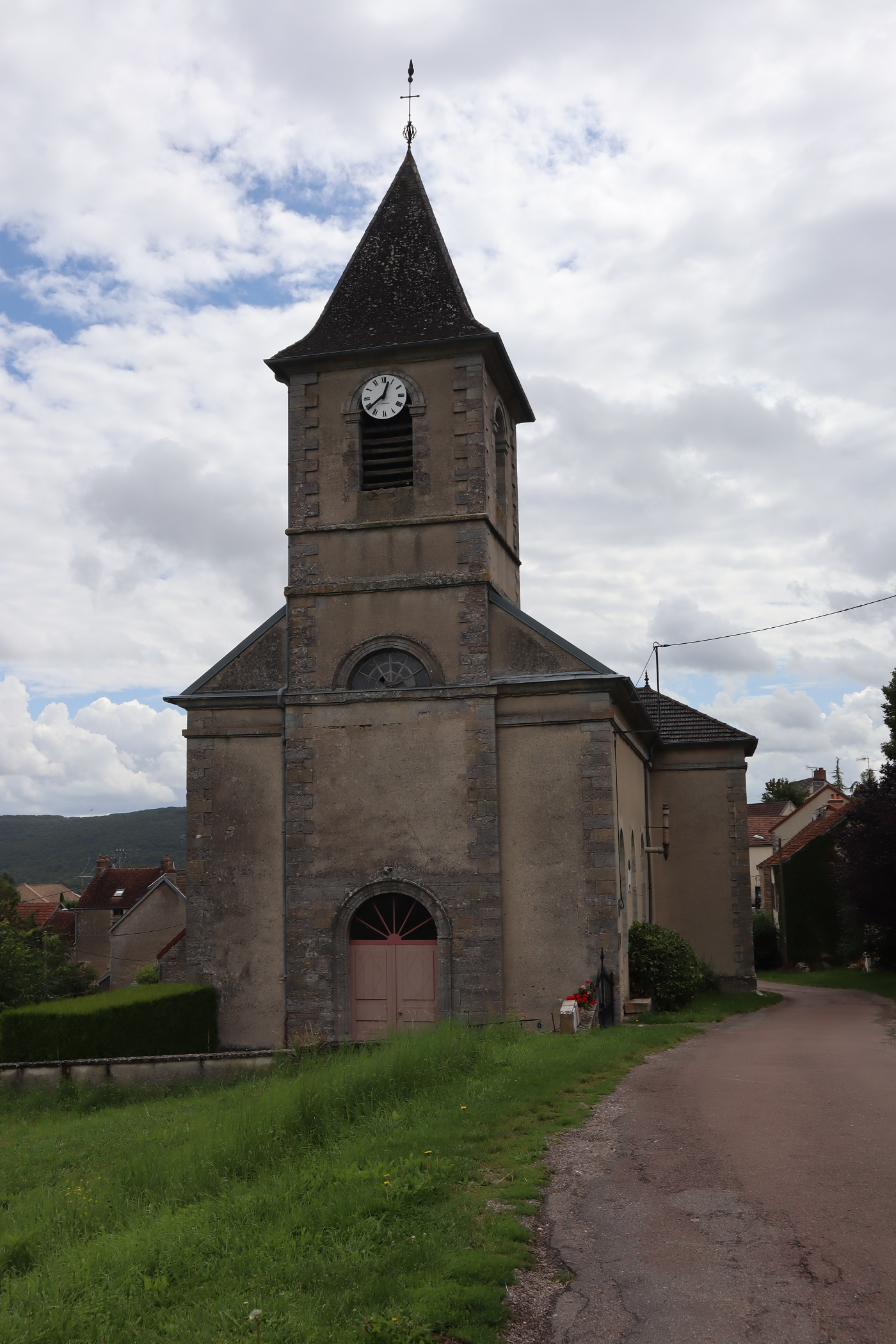
Église Saint-Médard.

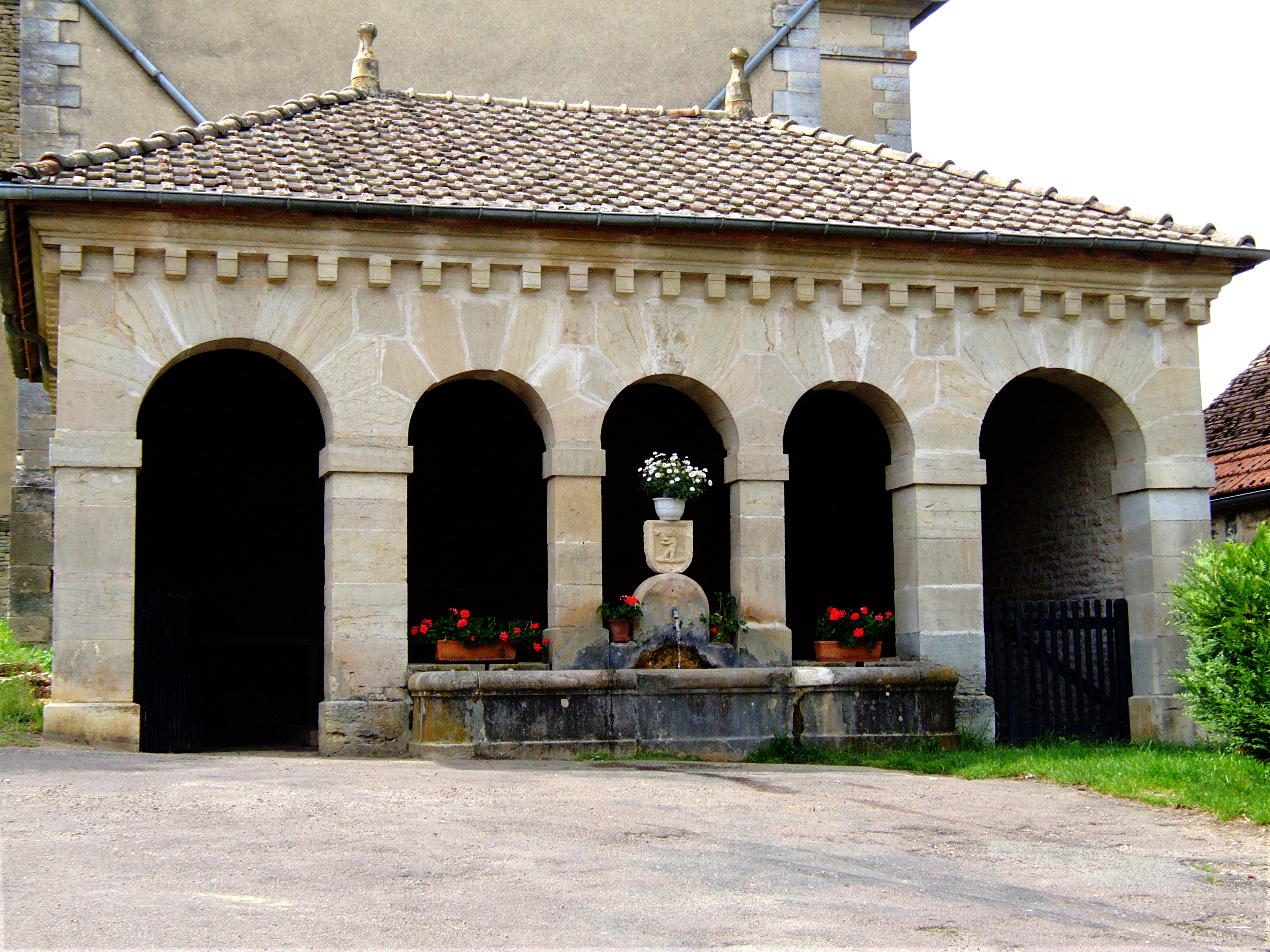
Lavoir au chevet de l'église.
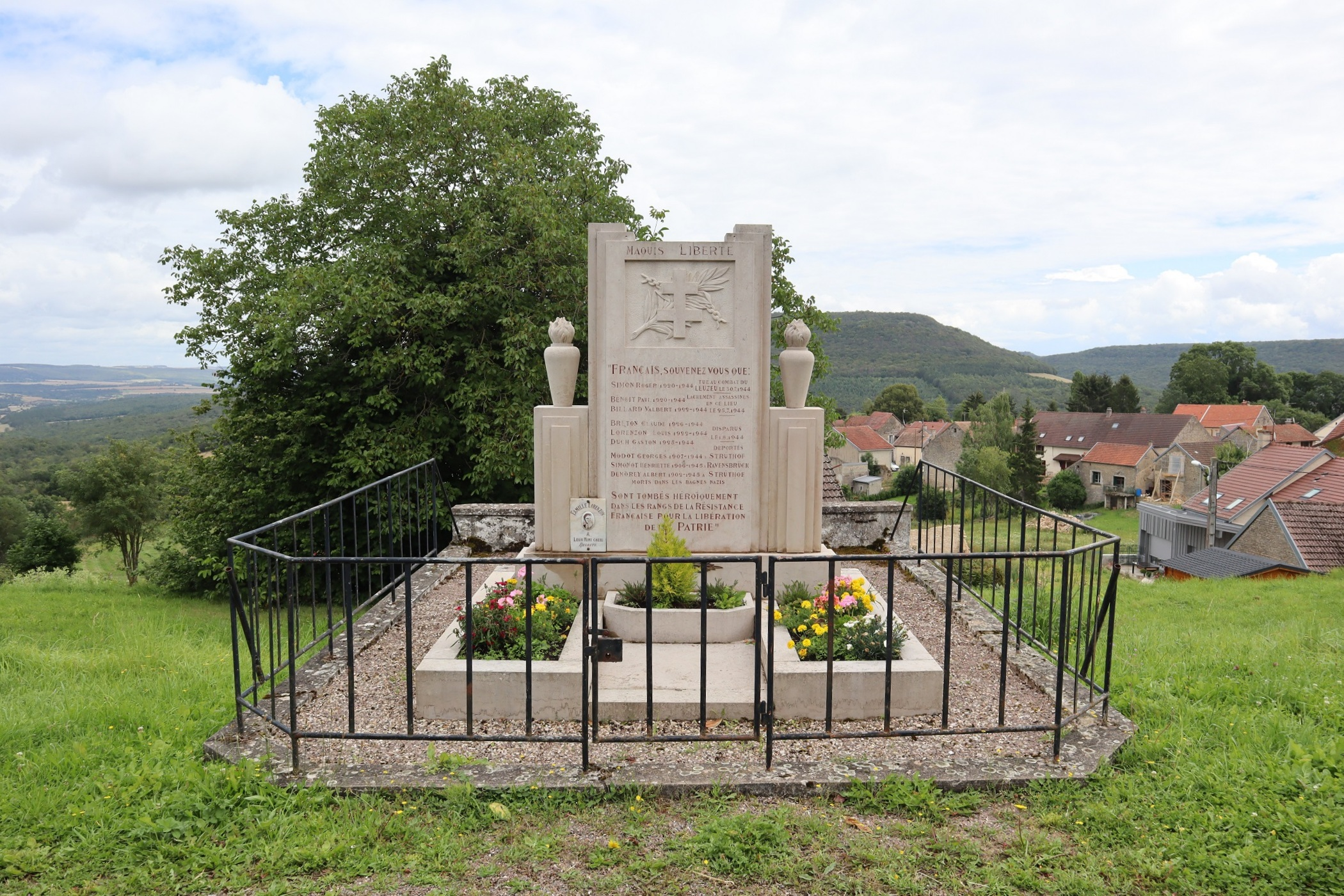
Monument commémoratif du Maquis Liberté.
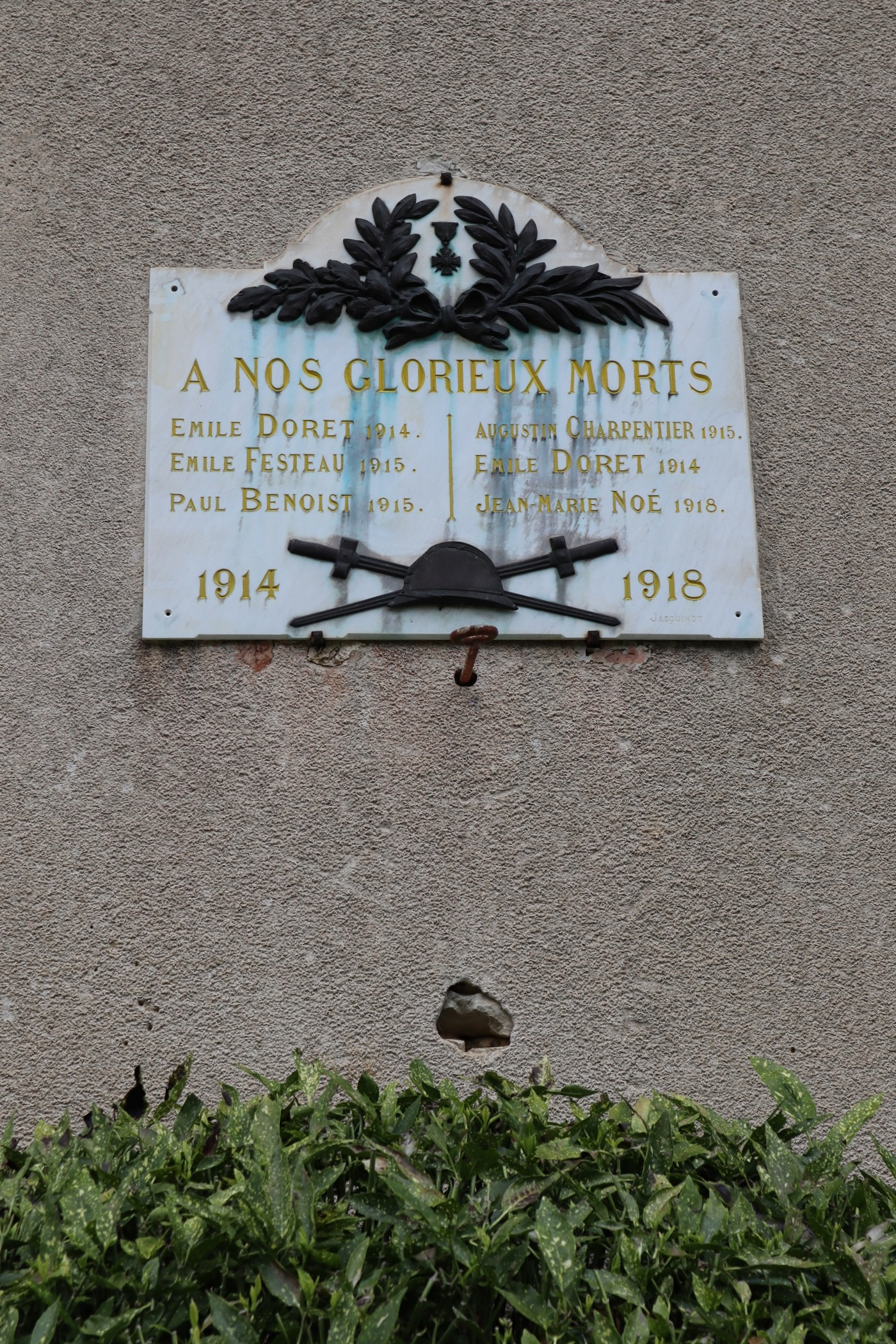
Monument aux morts de la guerre 1914-1918.

### Voies et lieux-dits
| 17 odonymes recensés à Urcy au 6 mai 2025 | 17 odonymes recensés à Urcy au 6 mai 2025 | 17 odonymes recensés à Urcy au 6 mai 2025 | 17 odonymes recensés à Urcy au 6 mai 2025 | 17 odonymes recensés à Urcy au 6 mai 2025 | 17 odonymes recensés à Urcy au 6 mai 2025 | 17 odonymes recensés à Urcy au 6 mai 2025 |
| Chemin                                    | Imp.                                      | Place                                     | Rue                                       | Voie                                      | Autres                                    | Total                                     |
| ----------------------------------------- | ----------------------------------------- | ----------------------------------------- | ----------------------------------------- | ----------------------------------------- | ----------------------------------------- | ----------------------------------------- |
| 1                                         | 4                                         | 1                                         | 6                                         | 4                                         | 1                                         | 17                                        |
| Notes « N »                               | 1. 2. 3. 4. 5. 6.                         | 1. 2. 3. 4. 5. 6.                         | 1. 2. 3. 4. 5. 6.                         | 1. 2. 3. 4. 5. 6.                         | 1. 2. 3. 4. 5. 6.                         | 1. 2. 3. 4. 5. 6.                         |
| Sources : OpenStreetMap                   |                                           |                                           |                                           |                                           |                                           |                                           |

## Personnalités liées à la commune
- Lamartine passa son enfance au château de Montculot[16].

## Héraldique
| Blason de Urcy | Blason  | D'argent à l'ours debout de sable, colleté et langué de gueules, armé du champ, tenant dans les pattes un trèfle tigé de sinople posé en bande, sur une terrasse de gueules chargée d'une burelle ondée d'argent. |
| Blason de Urcy | Détails | Le statut officiel du blason reste à déterminer. |

## Sport automobile
Chaque année se déroule la course nationale de côte d'Urcy, début septembre (60e édition en 2018). En juin, montée historique pour voitures sportives de collection.